# Gottz & MUD
Gottz & MUDは、東京のHIP HOPクルー、KANDYTOWN LIFE所属。 Gottz、MUD によるユニット。

## メンバー

### Gottz
2018年10月1stアルバム「SOUTHPARK」をリリース。同作収録のシングル「+81 feat. MUD」がスマッシュヒットとなりこれ以降、Gottz & MUDとして度々クルー内コラボを行うことになる。2019年に2ndアルバム「SAKURAGAOKA」をリリース。

### MUD
2017年7月、ソロ・デビュー・アルバム『Make U Dirty』をリリース。翌、2018年12月 にはセルフ・プロデュースによる1st EP「VALUE THE PRESENT」をサプライズリリー ス。

## 略歴
東京のHIP HOPクルー、KANDYTOWN LIFE所属。 クルーとしてはワーナーミュージック・ジャパンより、KANDYTOWN名義でアルバムを2枚リリースする傍ら、Gottz、MUD共に それぞれソロ活動もスタート。「+81」や「Hot Vox」などシングル曲での互いに共演を重 ね、2020年Gottz & MUDとして活動をスタート。2020年5月15日、シングル「Cook Good」、「Nice Booty」を同時リリース。

## ディスコグラフィー

### シングル
- Cook Good(Caroline International/2020年5月15日)
- Nice Booty (Caroline International/2020年5月15日)